# 黒田長徳
黒田 長徳（くろだ ながのり）は、幕末から明治時代の大名、華族。筑前秋月藩の第12代（最後）の藩主で、明治に入り子爵。第10代藩主・黒田長元の八男。母は今村氏。

## 経歴
側室を母に持った庶子で、はじめは他家の養子に出される予定であったが、文久2年（1862年）7月25日に兄の長義が嗣子なくして死去したため、急遽その養嗣子となって家督を継いだ。同年8月17日、将軍徳川家茂に御目見する。元治元年（1864年）4月6日、従五位下・甲斐守に叙任する。慶応元年（1865年）、宗家の福岡藩に代わって長崎警備を務めている。
慶応4年（1868年）閏4月10日、上洛する。明治2年（1869年）の版籍奉還で藩知事となり、明治4年（1871年）の廃藩置県で東京に移住した。1884年（明治17年）7月8日、子爵を叙爵。明治25年（1892年）6月15日、東京にて45歳で死去した。家督は本家福岡藩黒田家から養子入りした長敬が継いだ。

## 家族
父母
- 黒田長元（実父）
- 今村氏 - 側室（実母）
- 黒田長義（養父）

妻
- 秋月種殷の娘（正妻）
- 新政信の娘（継妻）

養子
- 黒田長敬 - 黒田長知の五男